# Adenia antongilliana
Adenia antongilliana är en passionsblomsväxtart som först beskrevs av Louis René Tulasne, och fick sitt nu gällande namn av Schinz. Adenia antongilliana ingår i släktet Adenia och familjen passionsblomsväxter. Inga underarter finns listade i Catalogue of Life.